# Mogoeng Mogoeng

Mogoeng Mogoeng

Mogoeng Thomas Reetsang Mogoeng (* 14. Januar 1961 in Zeerust) ist ein südafrikanischer Jurist und seit 2011 Vorsitzender Richter des Verfassungsgerichts der Republik Südafrika.

## Leben
Das Studium der Rechtswissenschaften schloss Mogoeng 1983 an der Universität Zululand mit einem Bachelor of Laws ab. Nach einjährigem Studium wurde ihm 1985 von der Universität Durban ein weiterer Bachelor-Abschluss verliehen. Im März 1986 nahm er eine Stelle als Staatsanwalt am Obersten Gericht des Homelands Bophuthatswana an, eine Position, die er bis Februar 1990 innehatte, bevor er eine praktische Ausbildung als Anwalt (vergleichbar dem deutschen Rechtsreferendariat) in Johannesburg absolvierte. 1989 absolvierte er ein Master-Studium an der Universität von Südafrika. Zugleich war er Mitglied des Industrial Court of South Africa. 1992 gab Mogoeng ein Jahr lang Vorlesungen im Straf- und Strafprozessrecht an der Universität von KwaZulu-Natal.
Zwischen 1994 und 1997 war Mogoeng Vorstandsmitglied zahlreicher südafrikanischer Firmen, unter anderem MetLife Südafrika, und Staatsbetriebe. Zudem arbeitete er für die südafrikanische Wahlkommission. 1997 wurde er als Richter an das Oberste Gericht der Provinz Nordwest, den North West High Court berufen. Im Jahr 2000 wechselte er an den Labour Appeal Court of South Africa, bevor er zwei Jahre später als Vorsitzender Richter wieder an den North West High Court zurückkehrte. Diese Position hatte er bis 2009 inne. Dann wurde er zum Richter am Verfassungsgericht der Republik Südafrika ernannt. Zum 8. September 2011 ernannte Jacob Zuma ihn als Nachfolger von Sandile Ngcobo zum Vorsitzenden Richter des Verfassungsgerichts.

## Kontroversen
Seine Ernennung zum Vorsitzenden Richter des Verfassungsgerichts Südafrikas stieß sowohl national, wie auch international auf Kritik. Diese Kritik führte Mogoeng selbst auf sein aktives Engagement in der christlichen Winner’s Chapel zurück, wo er als Laienprediger tätig ist.  Mogoeng wird vorgeworfen, im Rahmen dieser Tätigkeit Todesurteile mitzuverantworten, die zustande kamen, ohne dass den Angeklagten hinreichende Möglichkeiten zur Verteidigung eingeräumt wurden. Auf öffentliche Kritik stießen wiederholte Auftritte und Äußerungen Mogoengs, in denen dieser offen sein christlich-fundamentalistisches Weltbild zur Schau stellte. Mogoeng sprach sich öffentlich gegen eine Impfpflicht aus, was er teils mit religiösen Begründungen untermauerte.

## Mitgliedschaften
- Lawyers for Human Rights

## Publikationen (Auswahl)
- A comparative survey of the South African and Bophuthatswana labour courts. UNISA, Pretoria 1989.